# المن
المن (به انگلیسی: Elemene) یک ترکیب شیمیایی با شناسه پاب‌کم ۸۰۰۴۸ است. 